# دولنی دونایوویتسه
دولنی دونایوویتسه (به چکی: Dolní Dunajovice) یک منطقهٔ مسکونی در جمهوری چک است که در ناحیه برتسلاو واقع شده‌است. دولنی دونایوویتسه ۱٬۶۹۳ نفر جمعیت دارد.